# Fionnuala Sweeney
Fionnuala Sweeney, född 1965 i Belfast, är en irländsk journalist som arbetar för CNN och är baserad i London. Hon arbetade tidigare för irländska statstelevisionen RTE och var programledare för Eurovision Song Contest 1993.